# Брајан Стивенсон
Брајан Стивенсон (рођен 14.11.1959) је амерички адвокат, активиста за социјалну правду, оснивач/извршни директор Иницијативе једнаке правде, и клинички професор на Правном факултету универзитета у Њујорку. Стациониран у Монтгомерију, Алабама, Стивенсон је оспорио предрасуде о сиромашнима и мањинама у систему криминалне правде, нарочито деце. Помогао је око одлуке Врховног суда Сједињених Америчких Држава да се забрани да се деца млађа од 18 година осуде на смртну казну или доживотну робију без права на помиловање. Стивенсон је помогао у случајевима који су спасли безброј затвореника од смртне казне, залагао се за сиромашне, и развио реформну парницу центрирану око заједнице с циљем да унапреди администрацију криминалне правде. Његов лик се појављује у драми „Just Mercy” која је базирана на његовим мемоарима само милост: Прича о правди и спасењу, у којој се говори о Волтеру Мекмилану.
Покренуо је Национални меморијал мира и правде у Монтгамерију, који слави 4000 Афро-Американаца линчованих у 12 држава Југа од 1877 до 1950. Говори о томе како је историја ропства и линчовања имала утицаја на висок степен смртних пресуда на Југу, где је у већој мери примењивано над мањинама. Музеј наследства: Од ропства до масовног затварања, нуди интерпретације које доказују везу између линчовања за време периода након реконструкције (Реконструкциони период) и високог степена егзекуција и затварања обојених људи у САД.
У новембру 2018. године, Стивенсону је додељена награда Бенџамин Френклин од стране Философског Друштва Америке као “звезди водиљи правде и милости“. Ово је најпрестижнија награда коју друштво додељује за истакнуту јавну службу.

## Живот и образовање
Рођен 14. новембра 1959. године,Стивенсон је одрастао у Милтону, Делавер, малом руралном граду у Јужном Делаверу. Његов отац Хауард Карлтон Стивенсон старији, је одрастао у Милтону, а његова мајка Елис Гертруда Стивенсон (девојачко Голден), је рођена у Филаделфији, Пенсилванија. Њена породица се доселила из Вирџиније у Великој миграцији 20. века. Стивенсон има старијег, брата Хауарда млађег, и сестру Кристи. Оба родитеља одлазили у северни део државе због посла, Хауард старији је радио у фабрици за прераду хране као лаборатоторијски техничар. Његова мајка, Елис, као књиговођа у ваздухопловној бази у Делаверу и постала је официр. Посебан значај је придодавала образовању своје деце.
Стивенсонова породица је похађала Афричку методистичку епископску цркву, где је, као млад, Стивенсон свирао клавир и певао у хору. Његови каснији ставови су под јаким утицајем вере у ову цркву, где су људи ове цркве славили „устанак након пада“. Ова искуства оснажила су његово уверење да је „свака особа овог друштва већа од свог најгорег дела“.
Када је Стивенсон имао 16 година, његов деда по мајци, Кларенс Л. Голден, је на смрт избодена у породичној кући у Филаделфији током пљачке. Убице су добиле доживотну казну, коју је Стивенсом сматрао праведном. О убиству је изјавио следеће: „Пошто је мој деда био старији човек, убиство је деловало нарочито окрутно. Али ја долазим из средине где се покајање цени више од освете.“
Као дете, Стивенсон, је доживео сегрегацију и њен аманет. Пвру годину основне школе је провео као „обојени“. Када је пошао у други разред, школа је званично била формално лишена сегрегације, али су се стара правила и даље поштовала. Црна деца су се одовојено играла од беле деце, код доктора или зубара бели родитељи су улазили на предња а црни на задња врата. Базени и остале јавни објекти су неформално лишени сегрегације. Одраставши у таквој средини, Стивенсонов отац, је упијао расизам, али његова мајка је говорила како није у праву. У интервјуу из 2017. године, Стивенсон се присећа како је његова мајка протествовала када су црна деца била у реду на задњим вратима станице за вакцинацију против полија, чекајући сатима, док су бела деца прво улазила.
Стивенсон је похађао средњу школу Кејп Хенлопен и матурирао је 1977. године. Играо је фудбал и бејзбол за школске тимове. Био је и председник студентског тела и освајао је такмичења јавног говорења Америчка Легија. Његов брат, Хауард млађи, је заслужан јер је помогао свом брату и његовим реторичким вештинама: „Расправљали смо се као што као и сва остала браћа, али ово су биле озбиљне теме, инспирисане,  претпостављам, нашом мајком и околностима у којима је наша породица одрасла“. Стивенсон је био одличан ученик и примио је стипендију од стране Истерн универзитета у Сент Дејвидсу, Пенсилванија. На факултету је водио факултетски госпелски хор. Дипломирао је 1981.
Стивенсон је похађао правну школу на Харварду. Током правне школе, као део одељења за парнице расе и сиромаштва са Елизабет Бартолет, радио је за Стефен Брајтову фирму Јужни центар за људским правима. Она је претстављала затворенике на смртној казни по читавом Југу. За време бављења овим посло, Стивенсон је открио свој животни позив. Док је био на Харварду, добио је диплому са звањем Јурис Доцтор од правне школе на Харварду, а  мастер диплому за Јавне полисе на Владиној школи Џон Ф. Кенеди.

## Каријера

### Јужни центар за људска права
Након дипломирања на Харварду 1985. године, Стивенсон се сели у Атланту, Џорџија, и придружује се Јужном центру за људска права за стално. Центар је делио послове по регији а Стивенсону је додељена Алабама. Године 1989. наложен је да води операцију Алабама, ресурсни центар и организацију која се бавила одбраном затвореника на смртној казни коју је фундирао Конгрес. Имао је центар у Монтгамерију, престоници државе.

### Иницијатива Једнаке правде
Када је Конгрес САД повукао фундирање за одбрану затвореника на смртној казни, Стивенон је преобразио центар и основао добротворну организацију Иницијативу једнаке правде у Монтгамерију. Године 1995. награђен је Макартур кредитом и сав новац уложио у центар. Гарантовао је одбрану сваког у Алабами ко је осуђен на смрт, јер је то била једина држава која оваквим осуђеницима није пржала помоћ. Која и такође има највећу стопу пресуде на смрт по глави становника.
Стивенсон је био нарочито забринут претерано велике казне за особе које су починиле злочин као деца испод 18 година. Врховни суд САД је пресудио у случају Ропер против Симонса (2005) да је смртна казна неуставна за особе које су испод 18 година. Стивенсон, сагледавајући ствари из угла суда, да договоре одговарајућу одлуку око пресуда оваквих случајева, дошли су до тога да се примењује на оне испод 17 година.
Иницијатива једнаке правде покренула је парничку кампању да се поново обраде случајеви у којима су деца осуђена на смртну казну или доживотну без могућности на помиловање, укључујући и случајеве без смртног исхода. У случају Милер против Алабаме (2012) Врховни суд је дошао до значајне одлуке да доживотне казне без помиловања за децу испод 17 година неуставне, ова одлука је утицала на статуте у 29 држава. Године 2016. суд је судио у случају Монгамери против Луизијана да се ова одлука морала примењивати ретроактивно, потенцијаално утичући на пресуде 2300 особа широм државе који су били осуђени као деца.
До августа 2016. године спасли су 125 мушкарава од смртне казне. Уз то су и представљали сиромашне, бранили људе са жалбама и поништили погрешне пресуде, и борили се да униште предрасуде у систему криминалне правде.

### Препознавање ропства
Канцеларије Иницијативе једнаке правде су близу реке Алабамa где су робови довожени ради трговине робљем, исте удаљености од Корт Сквера „једне од највећих робовских аукција у земљи“. Стивенсон је ставио до знања да у доњем делу Монтгамерија, постоји позамашан број историјских обележја и безброј споменика везаних за конфедеративну историј, али ништа што препознаје историју ропства, на чијим је леђима застонано богатство Југа и због ког се водио Амерички грађански рат. Предложио је држави и дао документацију о 3 робовске локације са историјским значајем, из одељења за архиву и историју Алабаме му је речено да не би требао да спонзорише таква обележја због потенцијалних контроверза. Стивенсон је сарађивао са Афро-Америчком групом за историју да би добио спонзорство за овај пројекат, добили су државно одобрење за ове 3 локације 2013. године која су имплементирана у Монтгамерију.

### Национални меморијал мира и правде
Стивенсон је дошао у посед 6 јутара бившег јавног стамбеног поседа у Монтгамерију за развијање новог пројекта, Национални меморијал мира и правде, који обележава близу 4000 особа које су линчоване у периоду од 1877. до 1950. Многа линчовања су спроведена отворено испред великог броја људи на трговима. Стивенсон сматра да ова историја линчовања од стране белих група је уско повезана са високим степеном смртних пресуда у Алабами и осталим јужњачким државама, и на примењивање истих у значајно већем броју над мањинама. Даље говори да сматра да ова историја подстиче предрасуде о мањинама што се види и у диспоропорционалном броју затвореника широм државе који су припадници мањина. Меморијал је отворен априла 2018. године.
Са Меморијалом се доводи у везу Музеј наследства: Од ропства до масовног затварања, који је такође отворен у априлу 2018. године. Материјал изложен у некадашњем робовском складишту подразумева разне предмете за линчовање, расну сегрегацију и масовно затварање из касног 20. века. Стивесон наговештава како поступање са обојеним људима у систему криминалне правде је повезан са историјом ропства а касније и третманом мањина на Југу.

### Аутор
Стивенсон је написао мемоаре Just Mercy: Прича о правди и искупљењу, објављене 2014. године од стране Спиегел & Грау. Одабрани су, од стране Тајм магазина, као једна од „10 најбољих књига писаних по истинитим догађајима“ за 2014. годину и била је једна од Њујорк Тајмсових „100 значајних књига“ ове године. Године 2015. је победила у изборима медаљу за изврсност и стручност Ендруа Карнегија  и Дејтонску литературну награду мира за стручност . Филм,рађен по књизи, назван Just Mercy, с Мајкл Б. Џорданом у улози Стивенсона, премијера овог филма је одржана 9. септембра 2019. године на Фестивалу интернационалног филма у Торонту, а у биоскопе је пуштен 25. децембра 2019. године.

### Говорник
Стивенсон се придржава активног плана за јавно говорење, великим делом за прикупљање средстава за рад Иницијативе једнаке правде. Његов говор на ТЕД2012 у Лонг Бичу, Калифорнија му је донео велики број присталица на интернету. Након његовог излагања гости ове конференције су допринели са једним милионом долара за фундирање Стивенсонове кампање која се залаже да спречи пракса пуштања деце да служе казне у затворима за одрасле. Његов говор је доступан на ТЕД-овом сајту, до априла 2020. године, сакупио је 6 500 000 прегледа.
Стивенсон је био почетни говорник и примио је безброј почасних диплома, од следећих институција:
- Универзитета у Делаверу,2016, почасна диплома доктора права[19][20],
- Вилијамс колеџ, 2016, почасни декорат[21],
- Лојола Универзитет у Чикагу, Медицинска школа Стрич, 2011, доктора хуманих писама honoris causa, [22]
- Колеџ Светог Крста, 2015,[23]
- Везлејан Универзитет, 2016, почасна диплома,[24]
- Универзитет у Мисисипију, 2017, звање,[25]
- Нортистерн Универзитет, 2017, звање,[26]

У јуну 2017. године, Стивенсон је одржао 93. Вер предавање у генералном одбору Јунитаријанске Универзалистичке Асоцијације у Њу Орлеансу, Лузијана, ступивши у редове претходних предавача, као што су Мартин Лутер Кинг,млађи и Курт Вонегат.
Стивенсон се појављује у 45. епизоди подкаста Криминалац, Радиотопија са ПРX-а. Водитељка Фиби Џаџ је разговарала са Стивенсоном око његових искустава током 30 година рада да људе ослободи смртне пресуде, и његово виђење заслуживања милости.

## Награде
- 1991. АЦЛУ Национална медаља слободе,[29]
- 1995. Макартур,
- 2000. Награда Олоф Палм,
- 2009. Груберова награда за правду,
- 2011. Награда четири слободе,
- 2012. Награду Америчке Ингениозности за социјални напредак, магазина Смитсонијан,[30]
- 2014. Медаља за изврсонст и стручност Ендру Карнеги,
- 2015. Дејтонска литерарна награда за мир и стручност,
- 2017. Стоув награда за писање зарад напретка социјалне правде,
- 2018. Награда Бенџамин Френклин за истакнуту јавну службу од Филозофског друштва Америке.